# سمیون باغداساروف

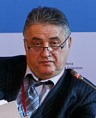

سمیون آرکادی باغداساروف (ارمنی: Սեմյոն Արկադիայի Բաղդասարով؛ روسی: Семён Арка́дьевич Багдаса́ров؛ زادهٔ ۲۰ نوامبر ۱۹۵۴) سیاستمدار ارمنی‌تبار اهل روسیه است که از تاریخ ۲ دسامبر ۲۰۰۷ تا تاریخ ۲۶ دسامبر ۲۰۱۱ نماینده دومای دولتی روسیه بود. وی از والدینی ارمنی در ۲۰ نوامبر ۱۹۵۴ در مرغیلان، ولایت فرغانه در جمهوری شوروی سوسیالیستی ازبکستان به دنیا آمد.